# Nubier

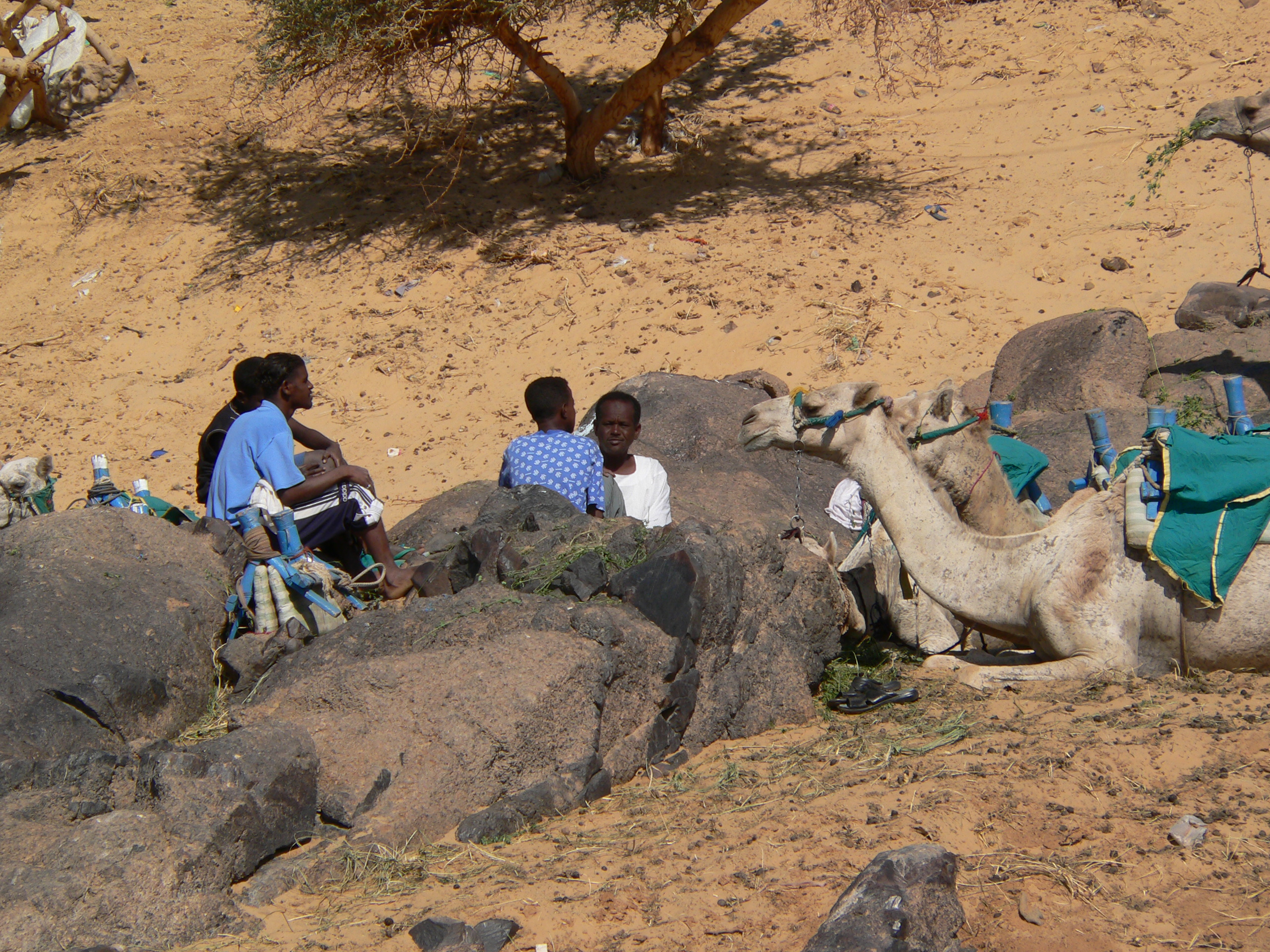
Nubier mit ihren Kamelen

Die Nubier sind eine seit Jahrtausenden belegte nilo-saharanisch-sprachige Ethnie im heutigen Sudan und im südlichen Ägypten.

## Historische Entwicklung

### Frühe Kulturen
Schon in der Vorgeschichte lassen sich nubische Kulturen nachweisen. Unterschieden werden die A- und C-Gruppe. Die altägyptische Bezeichnung für das Land südlich des Ersten Kataraktes (bei Assuan) lautet Kusch. Nubien war für Ägypten eine wichtige Quelle für Gold, Elfenbein, Felle und Sklaven und daher stets ein Ziel der pharaonischen Expansion.
Die Entwicklung der A-Gruppen-Kultur überflügelte phasenweise sogar die des vorgeschichtlichen Ägypten. Die Expansion der ägyptischen Naqada-Kultur setzte schließlich der A-Gruppen-Kultur ein gewaltsames Ende.

### Das Reich von Kusch

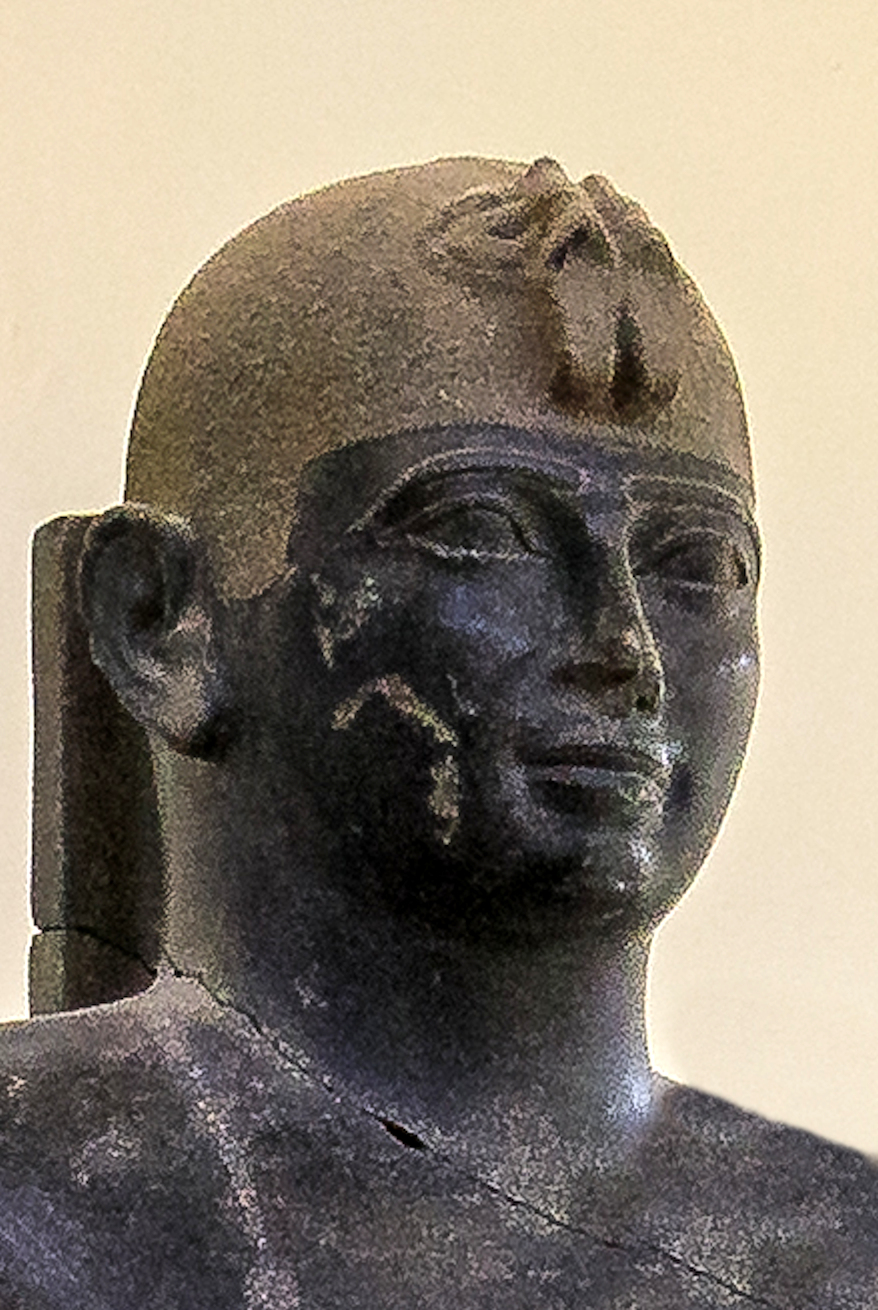
Statue des Taharqa, Kerma-Museum

Um 750 v. Chr. gründeten nubischen Fürsten das Reich von Kusch, das sich rasch ausdehnte und um 700 v. Chr. Ägypten eroberte. Die nubischen Könige herrschten als 25. Dynastie über Ägypten und führten das Land zu wirtschaftlicher und kultureller Blüte. Taharqa, einer der bekanntesten nubischen Pharaonen, regierte von 690 bis 664 v. Chr.
Im Heer und im Polizeidienst spielten die Nubier zu allen Zeiten eine große Rolle. Besonders gefürchtet waren ihre Bogenschützen, die auch bei der Eroberung Ägyptens eine wichtige Rolle spielten.
Nach dem Verlust Ägyptens an die Assyrer zog sich das Reich von Kusch nach Süden zurück und verlegte seine Hauptstadt nach Meroe. Meroe wurde ein bedeutendes Zentrum für Eisenverarbeitung und Handel, bevor das Reich um 350 n. Chr. zerfiel.

### Antike Quellen
Nubier im engeren Sinne (Nubia) wurden zum ersten Mal um Christi Geburt von Strabon, der Eratosthenes als Gewährsmann nennt, erwähnt und als am Nil nordwestlich von Meroe lebend beschrieben.

## Kultur und Gesellschaft

### Kunst und Architektur

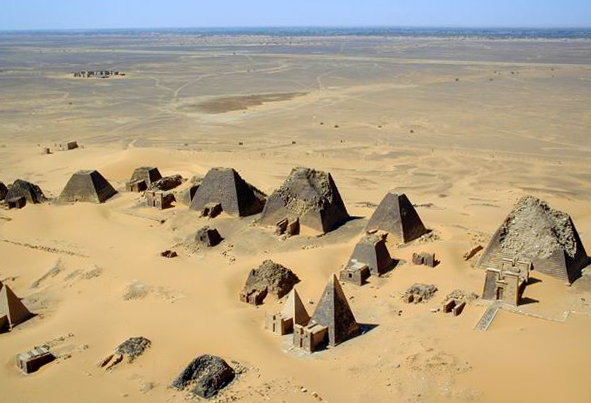
Die Nubischen Pyramiden von Meroe

Die Nubier waren bekannt für ihre beeindruckenden Bauwerke, darunter Pyramiden, Tempel und Paläste. Die Pyramiden von Meroe sind kleiner, aber ebenso prächtig wie die ägyptischen. Ihre Kunst umfasste exquisite Gemälde, Töpferwaren und Kunsthandwerk wie Korbflechten und Palmwedelmatten.

### Sprache und Religion
Die nubische Sprache gehört zur nilo-saharanischen Sprachfamilie. In der Antike verehrten die Nubier viele Götter, darunter auch den ägyptischen Gott Amun. Später konvertierten sie zum Christentum und schließlich zum Islam.

### Gesellschaft und Bräuche
Die nubische Gesellschaft war in verschiedene Stämme unterteilt, darunter Al-Fadiga, Al-Orayqat und Al-Konoz. Ihre Dörfer und Häuser waren für ihre einzigartige Architektur bekannt, oft mit einem Hinterhof und einer Kuppel auf dem Dach. Es gibt viele Rituale, Tänze und einzigartige Bräuche, insbesondere bei Hochzeiten und der Geburt eines Kindes.

### Moderne Situation
Heute leben die Nubier hauptsächlich im Sudan und in Südägypten. Viele wurden durch den Bau des Assuan-Staudamms in den 1960er Jahren aus ihren angestammten Gebieten vertrieben. Die nubische Kultur und Sprache sind durch Arabisierung und Modernisierung bedroht, jedoch gibt es Bemühungen, das kulturelle Erbe zu bewahren.